# Clipper (Washington)
Clipper az Amerikai Egyesült Államok északnyugati részén, Washington állam Whatcom megyéjében elhelyezkedő önkormányzat nélküli település.
Clipper postahivatala 1901 és 1955 között működött. A település nevét a Clipper Shingle Companyről kapta.

## Fordítás
- Ez a szócikk részben vagy egészben  a   Clipper, Washington című angol Wikipédia-szócikk ezen változatának fordításán alapul.  Az eredeti cikk szerkesztőit annak laptörténete sorolja fel. Ez a jelzés csupán a megfogalmazás eredetét és a szerzői jogokat jelzi, nem szolgál a cikkben szereplő információk forrásmegjelöléseként.